# Orgilus nigromaculatus
Orgilus nigromaculatus är en stekelart som beskrevs av Cameron 1906. Orgilus nigromaculatus ingår i släktet Orgilus och familjen bracksteklar. Inga underarter finns listade i Catalogue of Life.